# Micronia zebrata
Micronia zebrata är en fjärilsart som beskrevs av Warren. Micronia zebrata ingår i släktet Micronia och familjen Uraniidae. Inga underarter finns listade i Catalogue of Life.